# طيران لينهاس الرحلة 2283
رحلة خطوط طيران فويباس رقم 2283 كانت رحلة ركاب برازيلية تحطمت في فينيدو، ساو باولو، في 9 أغسطس 2024، بعد دخولها في ما بدا أنه دوران مسطح. كانت الطائرة، وهي طائرة ركاب توربينية من طراز إيه تي آر 72-500، تحلق من مطار كاسكافيل، كاسكافل، بارانا، إلى مطار غواروليوس الدولي، ساو باولو، وعلى متنها 58 راكبًا وأربعة من أفراد الطاقم. كانت الطائرة تحلق على ارتفاع 17٫000 قدم (5٫200 متر) عندما خرجت عن السيطرة ودخلت في هبوط سريع في حوالي الساعة 13:22 بالتوقيت المحلي. توفي جميع من كانوا على متنها وعددهم 62 شخصًا، كان هذا أول حادث مميت في الطيران التجاري البرازيلي منذ تحطم طائرة خطوط طيران نُوار الرحلة 4896 في عام 2011 ، وأول حادث طيران مميت يتعلق بشركة خطوط طيران فويباس منذ إنشائها في عام 1995.

## الطائرة
الطائرة المسجلة برقم PS-VPB، كانت طائرة توربينية مزدوجة المحركات من طراز إيه تي آر 72 بعمر 14 عامًا برقم تسلسلي 908، مزودة بمحركين من نوع Pratt & Whitney Canada PW127M.
تم اقتناؤها من قبل شركة Voepass في سبتمبر 2022 من شركة الطيران الإندونيسية Pelita Air Service.